# DF-5
Il Dong Feng 5 (in cinese 东风5) o DF-5 (CSS-4 nella denominazione USA) è un missile balistico intercontinentale (ICBM, InterContinental Ballistic Missile) cinese.

## Sviluppo
Questo missile è stato sviluppato dal China Academy of Launch Vehicle tra gli anni '70 e gli anni '80. Lo sviluppo fu assegnato agli ingegneri Tu Shou'e e Ren Xinmin. Le prove di volo si sono svolte presso le basi di Shuang Cheng Tzu e Wuzha. Si presenta come un ICBM alimentato a propellente solido UDMH/N2O4 a due stadi dotato di una testata nucleare di 3 megatoni. La sua portata è compresa tra i 10000 e 12000 km. Nel 1986 è stato creato un aggiornamento, denominato DF-5A, che permette di incrementare la gittata massima fino a 13000 km. Nel 1992 5 DF-5 sono stati aggiornati alla versione A, mentre i restanti missili sono stati potenziati entro la fine degli anni '90.
Il primo e il secondo stadio sono alimentati entrambi da 4 motori da 75 tonnellate di spinta. Precisamente, i primi sono YF-20 ad ugello mobile, mentre gli ultimi sono YF-22 ad ugello fisso. Il serbatoio è realizzato in una speciale lega di alluminio-rame, mentre la testata è protetta da uno scudo termico in quarzo e carbonio. L'ordigno viene controllato da un sistema computerizzato di guida inerziale. Tramite un sistema di lancio computerizzato, il missile può essere pronto al lancio nell'arco di una o due ore.
La sua produzione è stata affidata alla Sichuan Aerospace Industry Corporation e alla Capital Astronautic Corporation.
Dal DF-5 sono derivati i vettori Fengbao 1 (FB-1) e Changzheng 2 (CZ-2), impiegati per il programma spaziale cinese.
Il DF-5C è DF-5C un missile balistico nucleare intercontinentale che potrebbe essere dotato di massicce testate con rese multi-megaton. Secondo il China Military Power Report del 19 ottobre 2023, la Cina possiede più di 500 armi nucleari e si avvia essere dotata di oltre 1000 entro il 2030.

## Impiego
Si stima che del missile siano state prodotte tra le 24 e le 36 unità assegnate alle brigate di artiglieria 801, 803 e 804 di stanza rispettivamente a Lingbao City, Luoyang City e Huaihua City. Le prime versioni venivano poste in tunnel orizzontali posti nel fianco di una montagna, mentre successivamente sono stati riposizionati in silos verticali; sono stati creati diversi finti sili contigui a quelli veri per dare una incertezza sulla posizione dei missili stessi in caso di attacco preventivo di un avversario. Le versioni attuali hanno una maggiore prontezza operativa rispetto alle prime, che fra l'altro dovevano essere rifornite immediatamente prima del lancio, in quanto il carburante è altamente corrosivo ed instabile.
Il missile forma anche la base di una delle piattaforme di lancio per satelliti cinese, il CSL-2.